# Nozoki Ana
Nozoki Ana (ノ・ゾ・キ・ア・ナ No-zo-ki-A-na?, lit. Una mirilla) es una serie de manga escrita e ilustrada por Wakou Honna. Fue serializado en la revista Moba Man de la editorial Shōgakukan, y recopilado en 13 volúmenes editados entre 22 de enero de 2009 y 1 de febrero de 2013.

## Argumento
La historia trata sobre un estudiante de arte llamado Tatsuhiko Kido. Tras mudarse a un nuevo apartamento en Tokio para asistir a la escuela de arte, encuentra un agujero en la pared. Al principio no le presta atención, pero un día ve a una chica masturbándose y se dirige a su apartamento para avisarle que existe el agujero que comunica ambos apartamentos. Intenta hablar con la chica pero ella se da la vuelta y entra en su habitación. Kido la sigue hasta que tropieza y termina sobre ella,  y entonces ella toma una foto y le dice a Kido que la borrará si el acepta "exponerse" mutuamente. Con esto comienza una vida de "espionaje" entre ambos. La historia sigue a Kido a través de varias relaciones y su vida diaria mientras lidia con la situación de espiar y ser espiado por su vecina, Emiru Ikuno.

## Personajes
Kido Tatsuhiko (城戸 瀧彦 Tatsuhiko Kido?)
Seiyū: Daisuke Hirakawa
Kido Tatsuhiko es el protagonista masculino. Es un adolescente de 18 años que se mudó desde un pequeño pueblo a Tokio para ir a la Escuela de Arte. Se lleva bien con la gente fácilmente y se preocupa por sus amigos, pero no es rápido para olvidar dolorosos incidentes. Es muy suertudo en tema de mujeres, ya que, prácticamente, todas quieren tener relaciones sexuales con él. Mientras la historia va desenvolviéndose Kido se va enamorando más y más de Emiru.
Emiru Ikuno (生野 えみる Ikuno Emiru?)
Seiyū: Sara Kirigamine
La protagonista femenina y la vecina de Kido. Ella parece ser bastante manipuladora y hace parecer que carece de emociones, pero luego es revelado que eso es actualmente una "armadura" para esconder el hecho de que a ella le gusta Kido y quiere cuidarlo de que no salga herido. Fue traumada por su hermano cuando estaba en la secundaria de ahí viene su extraño fetiche de espiar.
Yuri Kotobiki (琴引 友里 Kotobiki Yuri?)
Seiyū: Mayu Hino
La primera novia de Kido. Ella lo ama mucho y pasa mucho tiempo siendo íntima con el, pero finalmente es descubierta por Kido gracias a Emiru que ella lo está engañando. Esto causa su ruptura, la cual la deja devastada.
Tamako Naruse (成瀬 珠子 Naruse Tamako?)
Una amiga de la infancia de Kido. Ella es una chica muy alegre y animada que era muy íntima con Kido cuando el aún vivía en su pueblo. Ella se vio envuelta en un grupo de delincuentes escolares y empezaron a hacer bromas sexuales. Pero al ser descubierta por ellos justo cuando iba a mantener relaciones con Kido, ella optó por mentir, haciéndole creer a los bromistas y a Kido, que realmente era una broma por parte de ella. Esto hizo que Kido quedara en ridículo y se burlaran de él. Envuelto en una ira tomo la decisión de irse del pueblo.

## Media

### Manga
| Volumen 1  | ISBN 978-4091827265                            |
| Volumen 2  | ISBN 978-4091828590                            |
| Volumen 3  | ISBN 978-4091828774                            |
| Volumen 4  | ISBN 978-4091832238                            |
| Volumen 5  | ISBN 978-4091834492                            |
| Volumen 6  | ISBN 978-4091836052                            |
| Volumen 7  | ISBN 978-4091837691                            |
| Volumen 8  | ISBN 978-4091838759                            |
| Volumen 9  | ISBN 978-4091840981                            |
| Volumen 10 | ISBN 978-4091843401                            |
| Volumen 11 | ISBN 978-4091845399                            |
| Volumen 12 | ISBN 978-4091847133                            |
| Volumen 13 | ISBN 978-4091848369, ISBN 978-4099418106 (OVA) |

### Anime
En septiembre de 2012, con el lanzamiento del volumen 12, se anunció que la adaptación a serie de anime de Nozoki Ana estaba en luz verde. Del anime todavía no hay noticias hasta la fecha, pero si se ha lanzado una OVA titulada Nozoki Ana ~Sexy Extended~.

## Recepción
Nozoki Ana figuró en la lista de mangas más vendidos de Oricon en tres ocasiones. La primera vez fue con el lanzamiento del volumen 7, el cual quedó tocando el fondo de la lista en el número 38 durante la semana del 28 de marzo-3 de abril, en el 2011. El segundo volumen en alcanzar la lista fue el volumen 10, el cual figuró en el número 14 durante la semana del 30 de enero-5 de febrero, en el 2012. Esto fue continuado por el volumen 11, el cual figuró durante la semana del 28 de mayo-3 de junio, también en el 2012.